# Pierre Matthieu
Pierre Matthieu   (Pesmes, 10 de desembre de 1563 (Gregorià) - Tolosa, 12 d'octubre de 1621) va ser un escriptor, poeta, historiador i dramaturg francès.
Va estudiar Dret a Lió i va ser partidari de la Santa Lliga de París, però després es va passar al partit del rei i va anar a París. Enric IV el va acollir amb benevolència i el va nomenar historiògraf seu, càrrec que li va conservar Lluís XIII. A més de moltes tragèdies, entre les quals mereixen especial esment les titulades Esther (1585) y La Guisiade (1859), deixà una col·lecció de màximes morals en vers, titulada Quatrains de la vanité du monde ou Tablettes de la vie et de la mort, que assoli un gran èxit.
Pel que fa a les seves obres històriques, mediocrement escrites, però molt interessants, perquè l'autor ha estat testimoni real de tots els fets que relata, les principals són: Histoire des derniers trubles de France (1594), Histoire de France: 1598-1604 (1606) i Histoire de France de François I à Louis XIII (1631).
Va emmalaltir acompanyant Lluís XIII al setge de Montauban i va morir a Tolosa de Llenguadoc als 58 anys.